# Angelika Kill
Angelika Elisabeth Kill OSU (* 1917; † 6. Juni 2003) war eine Angehörige des Ordens der Ursulinen (Ordo Sanctae Ursulae, dt.: „Gesellschaft der Heiligen Ursula“) und langjährige Leiterin der Ursulinenschule Fritzlar in der nordhessischen Stadt Fritzlar, Schwalm-Eder-Kreis.
Sie erhielt zunächst eine Ausbildung zur Buchhalterin, studierte dann jedoch Musik in Duisburg und wurde Konzertsängerin. Während des Zweiten Weltkriegs lernte sie anlässlich eines Kuraufenthalts im Taunus in einem Lazarett arbeitende Ursulinen kennen und beschloss, dem Orden beizutreten. 1947 trat sie als Postulantin in den Ursulinenkonvent in Fritzlar ein, wo sie am 9. April 1953 ihr Noviziat beendete und ihr Ordensgelübde ablegte. Danach studierte sie in Marburg für das Lehramt an höheren Schulen; sie war dort die erste studierende Nonne. Nach Abschluss des Studiums und ihrer Referendarzeit an der Fritzlarer König-Heinrich-Schule begann sie ihre Lehrtätigkeit an der von ihrem Konvent in Fritzlar betriebenen Mädchenschule.
Am 1. April 1961 wurde Schwester Angelika zur Leiterin der Schule berufen. Sie bekleidete dieses Amt bis zu ihrer Pensionierung am 17. Juni 1992 und war zeitweise auch Oberin des Konvents. Während dieser Zeit verfolgte sie tatkräftig und zielstrebig den Ausbau der Schule, um den veränderten Anforderungen der Zeit und den Vorgaben des Gesetzgebers zu entsprechen. In den Jahren 1967 und 1968 wurden betreute Lernnachmittage eingeführt. 1970 erfolgte die Umstellung der bisherigen Halbtagsschule in eine Ganztagsschule mit Förderstufe und, mit der Aufnahme der ersten zwei Jungen, der Beginn der Koedukation. Ab 1. September 1977 wurde die Schule dreigliedrig geführt, mit Haupt-, Real- und Gymnasialzweig. Damit war die Schule innerhalb von sieben Jahren von einem halbtägigen Mädchengymnasium zu einer ganztägigen koedukativen Gesamtschule umgestaltet worden. Auch nach der Übernahme der Schulträgerschaft durch das Bistum Fulda am 1. August 1989 blieb sie Schulleiterin und initiierte an der bis zu diesem Zeitpunkt nur bis zur 10. Klasse führenden Schule den Wiederaufbau der gymnasialen Oberstufe mit der Klasse 11. In ihrem letzten Amtsjahr, 1992, wurde an der Schule das erste Abitur seit 1957 abgenommen, und im folgenden Jahr erfolgte die staatliche Anerkennung der von ihr aufgebauten gymnasialen Oberstufe.
Schwester Angelika Kill ging am 17. Juni 1992 in den Ruhestand. Im Jahre 1997 wurde sie von der Stadt Fritzlar zur Ehrenbürgerin ernannt -- als zweite Frau in der Geschichte der Stadt nach der 1951 so geehrten Vinzentinerin Veronika Jüngst.